# Między słowami
Między słowami (ang. Lost in Translation) – amerykańsko-japoński komediodramat z 2003 roku w reżyserii i według scenariusza Sofii Coppoli. Zdjęcia kręcono w Tokio i Kioto.

## Fabuła
Młoda mężatka Charlotte (Scarlett Johansson) pojechała z mężem, fotografikiem show-businessu (Giovanni Ribisi) na zdjęcia do Japonii, jednak nudzi się tam, a jej układy z mężem nie są najlepsze. Przypadkiem poznaje Boba (Bill Murray) – znacznie starszego od niej gwiazdora filmowego, który przyjechał do Japonii na sesję reklamującą whiskey Suntory. Stopniowo zaczynają rozumieć siebie i angażować emocjonalnie. Bob i Charlotte zdają sobie sprawę, jak wiele ich łączy. Rozstają się wiedząc, że jeszcze więcej ich dzieli.

## Obsada
- Bill Murray – Bob Harris
- Scarlett Johansson – Charlotte
- Giovanni Ribisi – John
- Anna Faris – Kelly

## Opinie
Sklasyfikowany jako jeden z dziesięciu najlepszych filmów o miłości przez serwis AZN Entertainment.

## Nagrody i nominacje
76. ceremonia wręczenia Oscarów
- Najlepszy scenariusz oryginalny – Sofia Coppola
- Najlepszy film – Ross Katz, Sofia Coppola (nominacja)
- Najlepsza reżyseria – Sofia Coppola (nominacja)
- Najlepszy aktor – Bill Murray (nominacja)

61. ceremonia wręczenia Złotych Globów
- Najlepsza komedia lub musical
- Najlepszy aktor w komedii lub musicalu – Bill Murray
- Najlepszy scenariusz – Sofia Coppola
- Najlepsza reżyseria – Sofia Coppola (nominacja)
- Najlepsza aktorka w komedii lub musicalu – Scarlett Johansson (nominacja)

Nagrody BAFTA 2003
- Najlepszy montaż – Sarah Flack
- Najlepszy aktor – Bill Murray
- Najlepsza aktorka – Scarlett Johansson
- Najlepszy film – Sofia Coppola, Ross Katz (nominacja)
- Nagroda im. Davida Leana za najlepszą reżyserię – Sofia Coppola (nominacja)
- Najlepszy scenariusz oryginalny – Sofia Coppola (nominacja)
- Najlepsze zdjęcia – Lance Acord (nominacja)
- Nagroda im. Anthony’ego Asquitha za najlepszą muzykę – Kevin Shields, Brian Reitzell (nominacja)

Nagroda Satelita 2003
- Najlepsza komedia lub musical
- Najlepszy scenariusz oryginalny – Sofia Coppola
- Najlepszy aktor w komedii lub musicalu – Bill Murray
- Najlepsza reżyseria – Sofia Coppola (nominacja)
- Najlepsza aktorka drugoplanowa w komedii lub musicalu – Scarlett Johansson (nominacja)

MTV Movie Awards 2004
- Najlepszy aktor – Bill Murray (nominacja)
- Przełomowa rola żeńska – Scarlett Johansson (nominacja)

Cezary 2005
- Najlepszy film zagraniczny

## Ścieżka dźwiękowa
1. „Intro/Tokyo”
2. „City Girl” – Kevin Shields
3. „Fantino” – Sébastien Tellier
4. „Tommib” – Squarepusher
5. „Girls” – Death in Vegas
6. „Goodbye” – Kevin Shields
7. „Too Young” – Phoenix
8. „Kaze Wo Atsumete” – Happy End
9. „On the Subway” – Brian Reitzell i Roger J. Manning Jr.
10. „Ikebana” – Kevin Shields
11. „Sometimes” – My Bloody Valentine
12. „Alone in Kyoto” – Air
13. „Shibuya” – Brian Reitzell i Roger J. Manning Jr.
14. „Are You Awake?” – Kevin Shields
15. „Just Like Honey” – The Jesus and Mary Chain
16. „More Than This” – Bill Murray (utwór ukryty)
17. „50 Floors Up” – Brian Reitzell i Roger J. Manning Jr. (bonusowy w wersji japońskiej)